# Henrik Santesson
Per Henrik Santesson, född 23 oktober 1859 i Stockholm, död 4 juni 1912 under ett besök i Göteborg, var en svensk advokat och finansman. Santesson var Nobelstiftelsens förste verkställande direktör. Han var son till kirurgen Carl Gustaf Santesson, far till justitierådet Per Santesson och arkitekten Olle Santesson samt farfar till skådespelaren Kåre Santesson.
Santesson blev student vid Uppsala universitet 1878 och juris kandidat där 1886. Efter att 1888 ha utnämnts till vice häradshövding utövade han verksamhet i Stockholm som mycket anlitad och högt ansedd advokat, tills han 1900 intog platsen som verkställande direktör i Nobelstiftelsens styrelse. Han var därjämte ordförande eller ledamot i styrelsen för flera av Stockholms största affärsföretag. 
Santesson deltog i förarbetena för skiljedomen rörande Grisbådarna 1909 och ersatte svenska statens sakförare inför skiljedomstolen, Carl Otto Montan, vid domstolens sista sammanträde. Några dagar före sin död valdes Santesson till riksgäldsfullmäktig.
Han köpte ön Grinda i Stockholms skärgård 1906 och lät som sommarnöje uppföra den gula villa som idag är känd som Grinda Värdshus. Änkan Alfhild Santesson sålde ön till Stockholms stad 1944.
Han var gift med Alfhild Fränckel (1870–1951) och var far till bland andra Greta Santesson (1898–1999) som först gifte sig med advokaten Folke Rogard (då Rosengren) och sedan med museimannen Sven T. Kjellberg. Han var svärfar till Gerd Santesson och farfar till Kåre Santesson.